# Julia Bartnowskaja
Julia Anatoljewna Bartnowskaja – Maksimowa (ros. Юлия Анатольевна Бартновская – Максимова; ur. 25 lutego 1984) – rosyjska zapaśniczka walcząca w stylu wolnym.
Wicemistrzyni świata w 2009. Brązowa medalistka mistrzostw Europy w 2009. Piąta w Pucharze Świata w 2005 i 2017. Mistrzyni Europy juniorów w 2004 i trzecia w 2002. Mistrzyni Rosji w 2009, druga w 2007, 2008, 2010 i 2017, a trzecia w 2005, 2011 i 2016 roku.